# Α-环庚三烯酚酮
α-环庚三烯酚酮 （英語：α-Tropolone，又叫托酚酮、2-羟基-2,4,6-环庚三烯-1-酮，2-hydroxy-2,4,6-cycloheptatrien-1-one）是一种化学式为C7H5(OH)O的非苯芳香性环状化合物，常温下为一种淡黄色固体，可溶于有机溶剂。α-环庚三烯酚酮可看作是环庚三烯酮在2号位羟基化的衍生物，因其独特的电子结构而引起化学家的兴趣，可由1,2-环庚二酮与N-溴代丁二酰亚胺反应或庚二酸二乙酯与钠反应起始的多种方法合成：